# 1765

## Събития
Първи препис на „История Славянобългарска“от Софроний Врачански

## Родени
- 7 март – Жозеф Ниепс, френски изобретател
- 21 август – Уилям IV, крал на Великобритания
- 4 ноември – Пиер-Симон Жирар, френски инженер
- 17 ноември – Жак Макдоналд, френски маршал
- 28 декември – Феликс дьо Божур, френски дипломат

## Починали
- Севастос Леондиадис, гръцки възрожденец
- 4 април – Михаил Ломоносов, руски учен, енциклопедист и поет (нов стил – 15 ноември)
- 17 май – Алексис Клод Клеро, френски математик и мислител
- 20 декември – Луи, дофин на Франция, дофин на Франция